# Попов Георгій Михайлович
Георгій Михайлович Попов (15 вересня 1906, місто Москва, тепер Російська Федерація — 14 січня 1968, місто Москва) — радянський партійний діяч, секретар ЦК ВКП(б). Депутат Верховної Ради СРСР 2-го скликання. Депутат Верховної Ради РРФСР 2-го скликання. Депутат Верховної Ради УРСР 2-го скликання. Кандидат у члени ЦК ВКП(б) у 1939—1941 роках. Член ЦК ВКП(б) у 1941—1952 роках. Кандидат у члени ЦК КПРС у 1952—1956 роках. Член Організаційного бюро ЦК ВКП(б) у 1946—1952 роках.

## Біографія
Народився в родині бухгалтера. З липня до вересня 1919 року працював чорноробом на торфорозробках у селі Камбарщина Тамбовського повіту. У 1919 році вступив до комсомолу. 
У січні — жовтні 1920 року — секретар Пахотно-Угловського волосного комітету комсомолу Тамбовської губернії. З жовтня 1920 до травня 1922 року навчався на електротехнічних курсах в Тамбовській електромеханічній школі, працював електромонтером. У червні — вересні 1922 року — курсант Краснопресненської районної радпартшколи в Москві.
У вересні 1922 — вересні 1925 року — майстер-протезист зубної технічної протезної майстерні в Москві. У 1925 році закінчив вечірній робітничий факультет у Москві.
У вересні 1925 — січні 1926 року — інструктор, завідувач економічного відділу Набережночелнинського кантонного комітету комсомолу Татарської АРСР. У січні — квітні 1926 року — інструктор Лаїшевського кантонного комітету комсомолу Татарської АРСР.
Член ВКП(б) з січня 1926 року.
У квітні 1926 — січні 1927 року — відповідальний секретар комітету комсомолу Казанської текстильної фабрики імені Леніна. У січні 1927 — вересні 1928 року — секретар Об'єднано-Слободинського районного комітету комсомолу міста Казані.
У листопаді 1928 — грудні 1931 року — інструктор-фрезерувальник, начальник цеху Центрального інституту праці ВЦРПС у Москві. З січня 1932 до січня 1933 року — аспірант Центрального інституту праці ВЦРПС. У лютому 1933 — березні 1937 року — начальник гірничого сектору, старший інженер Центрального інституту праці Народного комісаріату важкої промисловості СРСР, начальник бригади авіаційного заводу № 28.
Без відриву від виробництва у липні 1938 року закінчив машинобудівний факультет Промислової академії імені Кагановича в Москві.
З липня до листопада 1938 року працював інструктором відділу керівних партійних органів ЦК ВКП(б).
2 листопада 1938 — 12 червня 1945 року — 2-й секретар Московського міського комітету ВКП(б). Під час німецько-радянської війни у жовтні 1941 року був членом Військової ради Резервного фронту.
7 грудня 1944 — 18 січня 1950 року — голова виконавчого комітету Московської міської ради депутатів трудящих.
12 червня 1945 — 16 грудня 1949 року — 1-й секретар Московського обласного і міського комітетів ВКП(б).
18 березня 1946 — 16 грудня 1949 року — секретар ЦК ВКП(б).
31 грудня 1949 — 14 березня 1951 року — міністр міського будівництва СРСР.
14 березня — 31 грудня 1951 року — міністр сільськогосподарського машинобудування СРСР.
У грудні 1951 — червні 1953 року — директор Куйбишевського авіаційного заводу № 24 імені Фрунзе.
21 червня 1953 — 27 березня 1954 року — надзвичайний і повноважний посол СРСР в Польській Народній Республіці.
З квітня до грудня 1954 року — в розпорядженні ЦК КПРС у Москві. З грудня 1954 року — в розпорядженні Міністерства авіаційної промисловості СРСР.
У січні 1955 — листопаді 1962 року — директор заводу із авіаційної техніки № 452 в місті Владимирі РРФСР.
З листопада 1962 року — персональний пенсіонер союзного значення в Москві. 
Помер 14 січня 1968 року. Похований на Новодівочому цвинтарі.

## Нагороди
- три ордени Леніна
- орден Трудового Червоного Прапора
- ордени
- медалі